# Spata-Artemida
Spata-Artemida (gr. Δήμος Σπάτων-Αρτέμιδος, Dimos Spaton-Artemidos) – gmina w Grecji, w administracji zdecentralizowanej Attyka, w regionie Attyka, w jednostce regionalnej Attyka Wschodnia. Siedzibą gminy jest Spata. W 2011 roku liczyła 33 821 mieszkańców. Powstała 1 stycznia 2011 roku w wyniku połączenia dotychczasowych gmin Spata-Lutsa i Artemida (Lutsa).